# Mecodina striata
Mecodina striata là một loài bướm đêm trong họ Erebidae.